# Quote of the day
Quote Of The Day (сокращенно QOTD) — это сетевой протокол, определённый в RFC 865. Он предназначен для тестирования и измерительных целей.
Клиент устанавливает соединение с сервером, поддерживающим протокол QOTD, через порт 17, используя TCP или UDP. Сервер возвращает произвольное короткое сообщение. Обычно оно выбиралось случайным образом из списка известных цитат.
В настоящее время служба QOTD не активирована на большинстве серверов и часто фильтруется для защиты от DoS-атак, а тестирование и измерение параметров компьютерных сетей чаще всего проводится с помощью утилит ping и traceroute.